# Luke Farrar
Luke Farrar (* 14. Oktober 1996 in Doncaster) ist ein britischer Rennrodler.

## Leben und Karriere
Luke Farrar ist Soldat bei der Royal Air Force. Er bestritt seine ersten internationalen Rennen in der Saison 2018/19. Er begann im vergleichsweise späten Alter von 19 Jahren mit dem Rodelsport und lebt in Askern. Er ist Teil eines Förderprogramms der Fédération Internationale de Luge de Course, mit dem Rodler kleinerer Rodelnationen unterstützt werden.

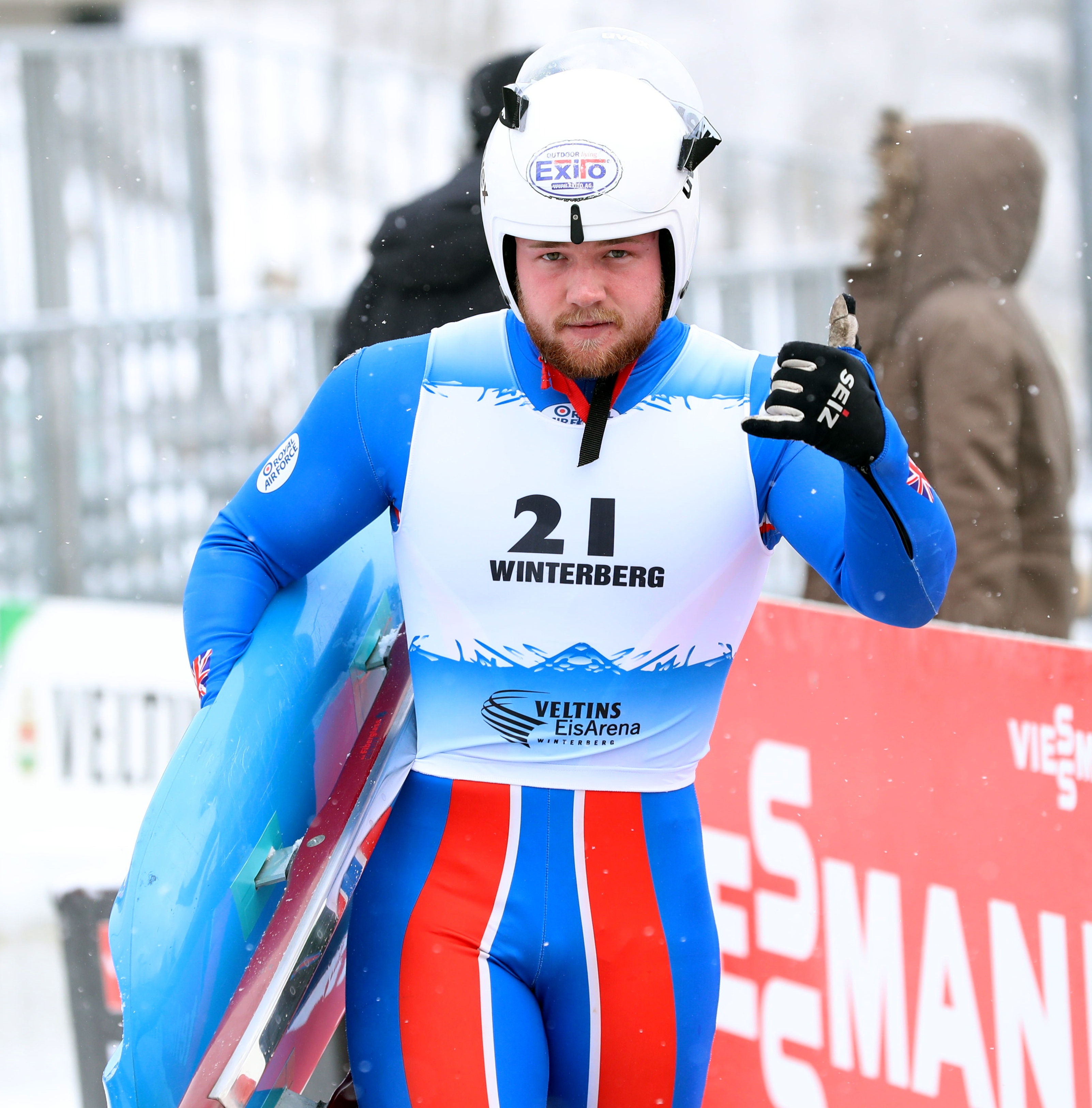
Farrar bei den Weltmeisterschaften 2019 in Winterberg

Zum Saisonauftakt des Weltcups bestritt Farrar das Nationencup-Rennen in Igls, verpasste als 38. deutlich die Qualifikation zum eigentlichen Weltcup-Rennen. Mit drei Punkten im Nationencup wurde er 51., mit einem Punkt in der Weltcupwertung 54. der Gesamtwertungen. Saisonhöhepunkt war die Teilnahme an den Weltmeisterschaften 2019 in Winterberg. Dort wurde er 33. und war damit nach Rupert Staudinger und vor Raymond Thompson zweitbester Brite.
In der Saison 2019/20 bekam Farrar mehr Einsatzzeiten. Zum Saisonauftakt belegte er in Igls erneut den 38. Rang im Nationencup-Rennen und scheiterte erneut an der Qualifikation zum Hauptrennen. Den nächsten Qualifikationsversuch unternahm er in Whistler, wo er als 26. an der Qualifikation scheiterte. Bei dem aus Witterungsgründen sehr chaotischen Rennen in Winterberg, bei dem etwa Österreich und die USA ihre Mannschaften zurückzogen und auch weitere Rodler und Rodlerinnen nicht an den Start gingen, nutzte Farrar bei seinem dritten Saisoneinsatz die Gelegenheit und schaffte als 19. im Nationencup erstmals die Qualifikation für das Weltcuprennen. In diesem wurde er 23. und konnte erneut seinen Teamkameraden Thompson hinter sich lassen und nach dem in Deutschland ausgebildeten Staudinger zweitbester Brite werden. Es war zudem das erste Rennen in mehr als 20 Jahren, in dem mehr als zwei britische Rodler das Weltcup-Rennen bestritten. Mit 20 Punkten wurde Farrar 42. in der Gesamtweltcupwertung, im Rahmen des Nationencups erzielte er 40 Punkte und wurde 49.
Nachdem er national 2018 hinter Staudinger, Adam Rosen und Thompson schon Vierter geworden war, gewann er 2018 wie auch 2019 und 2020 die Inter-Service-Titel von Angehörigen der britischen Streitkräfte und zwischen den verschiedenen Streitkräfte-Gattungen. Zudem gewann er mit anderen Rodlern der Royal Air Force von 2018 bis 2020 dreimal in Folge den Titel im Mannschaftswettbewerb. Zudem wurde er 2020 britischer Vizemeister hinter Rupert Staudinger. Die Weltmeisterschaften 2020 in Sotschi beendete er wie im Vorjahr als 33.

## Statistik

### Erfolge bei Meisterschaften

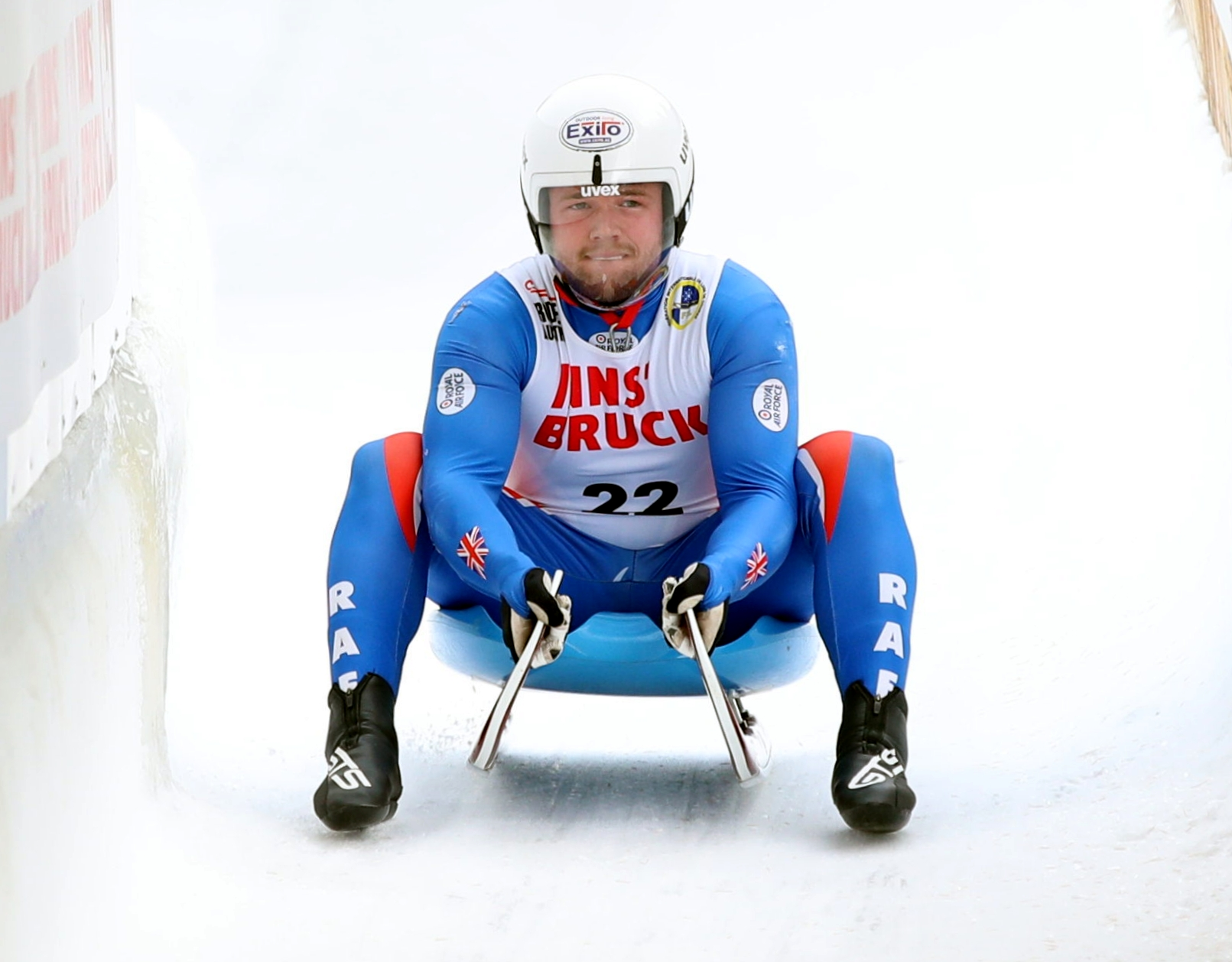
Farrar beim Nationancup-Rennen zum Auftakt der Saison 2019/20 in Igls

Weltmeisterschaften
- 2019: 33.
- 2020: 33.

### Platzierungen im Gesamtweltcup
| Saison  | Platz | Punkte | Sprintweltcup | Nationencup | Punkte |
| ------- | ----- | ------ | ------------- | ----------- | ------ |
| 2018/19 | 54.   | 01     | 0–            | 51.         | 03     |
| 2019/20 | 42.   | 20     | 0–            | 49.         | 40     |

## Einzelbelege
1. ↑  1919: Senior Aircraftman (Techniker)
2. ↑  Royal Air Force. Abgerufen am 14. Oktober 2020 (britisches Englisch).
3. ↑  Doncaster's Luke Farrar selected for Luge World Cup. Abgerufen am 14. Oktober 2020 (englisch).
4. ↑  2018 Terberg DTS (UK) British Championships. In: GBLA. 26. August 2018, abgerufen am 14. Oktober 2020 (amerikanisches Englisch).
5. ↑  Luge. Abgerufen am 14. Oktober 2020 (britisches Englisch).
6. ↑  RAF's Luke Farrar Celebrates Second Successive Inter Services Triumph. In: bfbs Forces News. 1. März 2019, abgerufen am 14. Oktober 2020 (englisch).
7. ↑  British Luge Championships with Scott and Staudinger GB Luge Champions 2020. Abgerufen am 14. Oktober 2020 (englisch).

| Personendaten    | Personendaten         |
| ---------------- | --------------------- |
| NAME             | Farrar, Luke          |
| KURZBESCHREIBUNG | britischer Rennrodler |
| GEBURTSDATUM     | 14. Oktober 1996      |
| GEBURTSORT       | Doncaster             |